# 山本健造

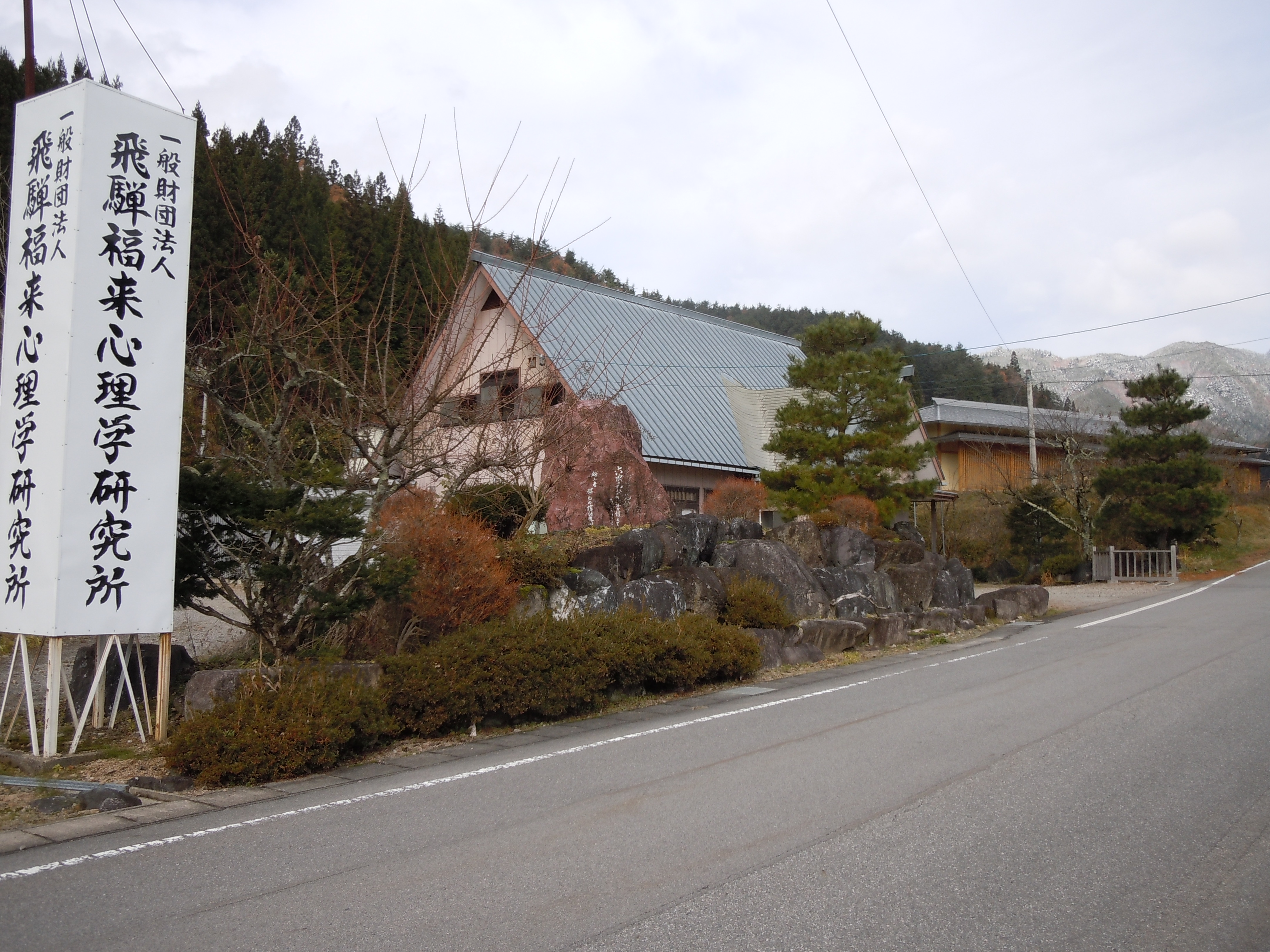
岐阜県高山市国府町所在の飛騨福来心理学研究所

山本 健造（やまもと けんぞう、1912年11月12日 - 2007年8月7日）、は日本の超心理学者、哲学博士。「飛騨福来心理学研究所」創立者。

## 略歴・人物
岐阜県高山市（旧・吉城郡国府町）出身。1956年、「福来博士記念館」を高山市の城山内に建設。その後、飛騨福来心理学研究所を国府町にて創立し、1983年に学術研究の財団法人として許可される。1987年、アメリカの学会に招待され研究発表。1999年、アメリカにて「六次元弁証法」が認められ哲学博士号を授与される。
自身の体験や、福来友吉が発見したとされる念写などに基づくスピリチュアリティのメカニズム解明に長年従事する傍ら、古代・近代日本史を独自の視点から研究しそれを一般に向けて説いた。
2007年8月7日午前6時、老衰のため高山市内の病院で死去。94歳没。

## 主な著書
- 『六次元の神秘と驚異: 不思議の源泉・神通力と密教』 池田書店 1975年
- 『念写発見の真相: 世界的超常現象の先駆者福来友吉博士の生涯』 たま出版 1981年
- 『六次元の超能力: 六次元エネルギーと霊能誘発法』 池田書店 1984年
- 『神秘の六次元世界: 四角錐思考の新発見』 福来出版 1985年
- 『六次元曼陀羅の原理: 頭脳明晰の王道』 たま出版 1986年
- 『精神統一の妙境: 六次元の力発動の原理』 たま出版 1986年
- 『魂と科学の接点: 「六次元空間」でのみドッキング』 福来出版 1991年
- 『日本起源の謎を解く: 天照大神は卑弥呼ではない』 福来出版 1991年
- 『明らかにされた神武以前: 日本民族- その源流と潜在意識』 1992年
- 『念写とDr.福来』 福来出版 1992年
- 『草食瞑想と肉食闘争が分けた深層心理: 正しく分析すれば病癖が良く治る』 福来出版 1993年
- 『無我一念法による精神統一の妙境』 福来出版 1993年
- 『大東亜戦争は正当防衛であった!: 戦勝国によるマインドコントロール　目かくしされた史実』 1993年
- 『大東亜戦争は正当防衛であった: 無実の罪を晴らさねば祖國危し』 福来出版 星雲社 1994年
- 『神秘の六次元世界: 四角錐思考の新発見』 福来出版 1995年
- 『夢・心・病気治療』 福来出版 1995年
- 『日本滅亡: このままなら必ず来る』 福来出版 1995年
- 『裏古事記: 古事記にぼかされている日本古代の真実の歴史』 （山本貴美子との共著） 1995年
- 『六次元弁証法: 物心両界と理論物理と文化の統合予言の宇宙統一理論』 福来出版 1997年
- 『日本のルーツ飛驒: 飛驒は古代の中心地だった日本古代正史』 （山本貴美子との共著） 福来心理学研究所 1997年
- 『裏古事記: 古代史のコペルニクス的回転』 ヤマケン出版 2000年
- 『天皇の親族が賤民に落された ねじれ古代史』 （山本貴美子との共著） 福来出版 2001年
- 『宇宙統一理論の試み: 物質と意識の統合の彼方に』 （山本貴美子との共著）2003年
- 『病の元は不愉快であった: 精神分析I　』 （山本貴美子との共著） 福来出版 2004年
- 『心理学遺伝感応四つの限界胎児改悪: 精神分析I　』 （山本貴美子との共著） 福来出版 2005年
- 『革命脳科学: 物から心は永久に生まれない』 （山本貴美子との共著） 福来出版 2007年

## 関連書籍
- 『飛騨の超人山本健造の秘力　空海に迫るニューサイエンス』 鶴田光敏 著 すばる書房 1987年